# Folkalliansen för demokrati

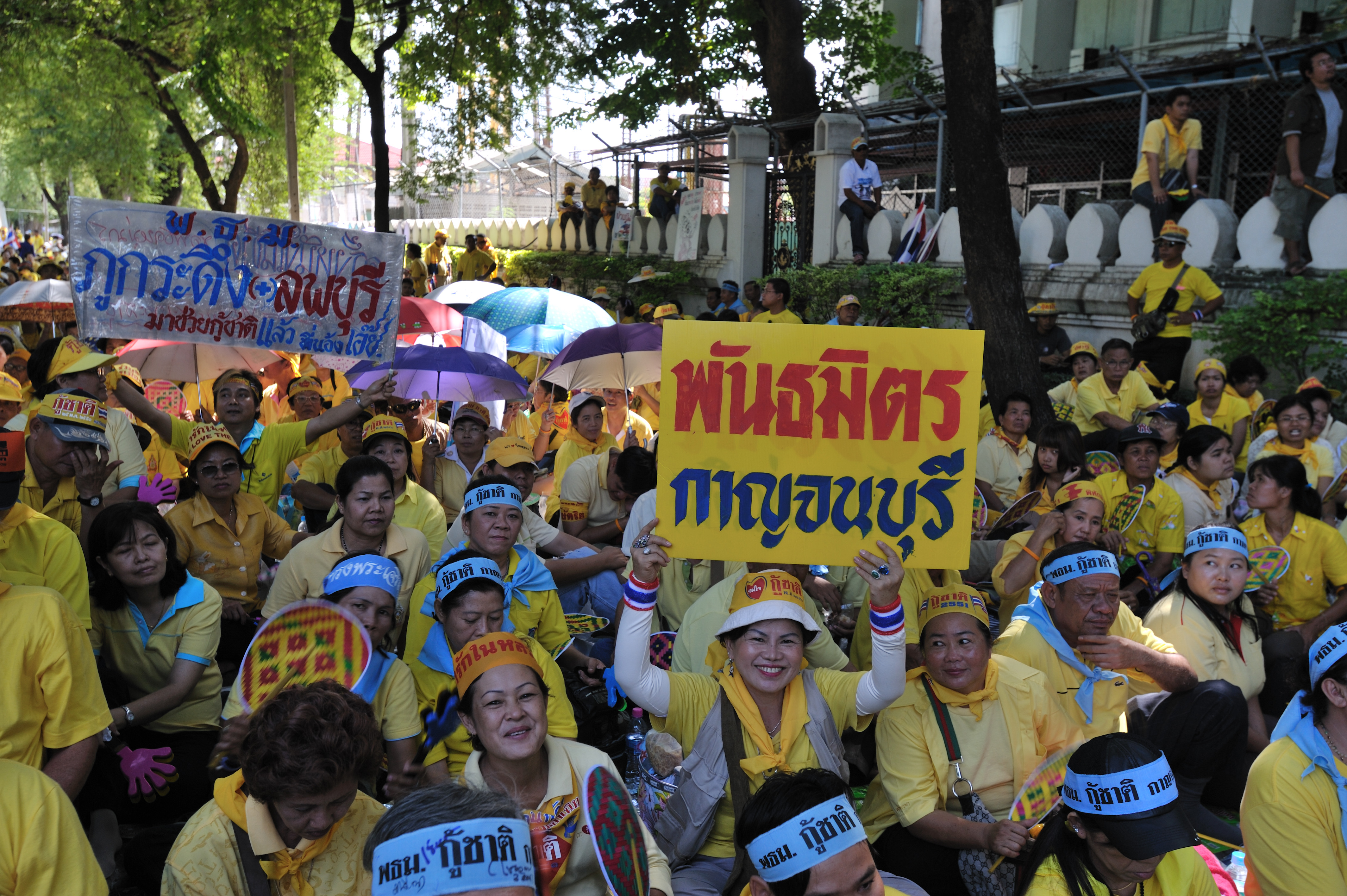
Gulklädda PAD-sympatisörer (2008).

Folkalliansen för demokrati, พันธมิตรประชาชนเพื่อประชาธิปไตย (PAD) är en motståndsrörelse mot Somchai Wongsawats thailändska regering.
PAD stödjer monarkin och har sin maktbas i Thailands traditionella elit och medelklass.
Ursprungligen bildades PAD som en oppositionskartell mot Wongsawats svåger, Thaksin Shinawatra under dennes tid som premiärminister. PAD, under ledning av mediamogulen Sondhi Limthongkul och militären Chamlong Srimuang, tillhörde de ledande politiska aktörerna under regeringskrisen 2005-2006. 
Onsdag den 20 september 2006 hade PAD planerat ett i raden av stora protestmöten inför det planerade parlamentsvalet den 15 oktober, denna gång på Royal Plaza i huvudstaden Bangkok.
Thaksin påstods ha planerat blodiga motdemonstrationer, vilka skulle ha tagits till intäkt för att utfärda undantagstillstånd.
Arméchefen Sondhi Boonyaratkalin genomförde (med hänvisning till detta) en militärkupp den 19 september och avsatte Shinawatra, som då befann sig på FN-möte i New York.

Den 21 september valde PAD att upplösa sig själv då organisationens mål, att störta Shinawatra, ju var uppnått men PAD ombildades sedan det Shinawatra-vänliga Folkmaktspartiet vunnit parlamentsvalet, dagen före julafton 2007.
I maj 2008 arrangerade PAD gatudemonstrationer och i augusti ockuperade demonstranterna regeringskansliet. PAD-anhängare blockerade flera flygplatser och huvudvägar i landet.
Protesterna tilltog sedan Högsta domstolen i juni beslutat avskeda premiärministern Samak Sundaravej. Tusentals PAD-anhängare posterade sig utanför parlamentet och försökte förhindra att Samaks efterträdare Somchai Wongsawat kunde sväras in. 

Den 25 november 2008 ockuperade PAD-demonstranter Bangkoks internationella flygplats, Suvarnabhumi i ett försök att hindra premiärminister Somchai, som varit i Peru, att komma in i landet igen. 

Dagen därpå intog PAD även stadens andra flygplats, Don Muang. 
”Vi kommer inte ge upp förrän Somchai har avgått”, meddelade ledaren för PAD, Sondhi Limthongkul.

Ockupationen avbröts en vecka senare, sedan landets konstitutionsdomstol upplöst regeringspartiet PPP och förbjudit premiärminister Somchai Wongsawat att verka politiskt i fem år. 